# Кинг Дајмонд
Кинг Дајмонд, по рођењу Ким Бендикс Петерсон (дан. Kim Bendix Petersen), је дански хеви метал музичар номинован за Grammy награду 2008. године. Познат је по широком спектру вокалне способности, посебно по певању у Falsetto тону, по својим шок костимима и шминки. Као фронтмен обе групе, Мерсифул Фејт и по себи названој Кинг Дајмонд, његова музика је имала јак утицај на мноштво бендова кроз разне варијанте хеви метал музике; Металика, на пример, често изводи његове дуге песме на својим концертима.

## Каријера

### Рани дани
Кингов први бенд, у ком је свирао гитару, звао се Brainstorm (1974-1976). Осећајући се креативно незадовољним, Кинг је напустио бенд и почео да пева у Black Rose, локалном бенду из Копенхагена. Управо у тим данима Кинг је почео да експериментише са хорор темама, као и обликовањем квази-сатанистичке сценске личности по којој ће бити препознатљив у будућности. Током 1980. год. напустио је Black Rose и приклључио се панк-метал бенду Brats. Управо у том бенду је упознао три музичара (Хенк Шермен, Мајкл Данер и Тими Хансен) са којима ће касније формирати бенд Мерсифул Фејт.

### Мерсифул Фејт
Након објављивања албума из 1984. године Don't Break The Oath и пратеће турнеје (где су по први пут свирали у САД) Кинг Дајмонд се мимоишао са Мерсифул Фејт-ом, а са собом је повео 2 друга из бенда (Хансона и Данера) да започну соло каријеру под његовим псеудонимом.
Мерсифул Фејт се поново ујединио 1992. године (а Кинг је истовремено наставио са својом соло каријером) и издао још 5 студијских албума. Због сценских наступа бенда, шминке и мрачних текстова, Мерсифул Фејт се тематски често сматрају прецима онога што ће постати блек метал. Током 1999. године Кинг Дајмонд и Хенк Шерман су са Металиком извели песму Mercyful Fate уживо. Овај наступ се памти по томе што је Кинг наступао без своје популарне шминке. У скоријим интервјуима Кинг је изјавио да ће Мерсифул Фејт наставити са снимањима и турнејама када буде право време, говорећи да још није готово.

### Кинг Дајмонд
Током 1986. године Кинг Дајмонд започиње соло каријеру, формирајући опет, истоимени бенд Кинг Дајмонд. За разлику од Мерсифул Фејт-а, који се базирао на сатанистичке теме, нови бенд је радио на хорор причама, пишући текстове у облику драме, са ликовима који драмску радњу врше. Бенд је доста често мењао састав али су Кинг и Енди Ла Рок имали сарадњу у континуитету. Након првог сингла No Presents For Christmas који је прославио бенд, уследила је и прва сингл плоча Fatal Portrait.
Априла 2006. године Кинг и Мики Ди (који је до тада био бубњар у Моторхеду) су поново почели да сарађују, срећући се на концерту у Гетеборгу у Шведској. А раније, 2001. године Кинг је изјавио да је Мики Ди један од најбољих хеви метал бубњара свих времена и да жали због њиховог растанка.
Кинг Дајмонд је издао албум Give Me Your Soul... Please, 26. јуна 2007. године. Након објаве, примио је Grammy номинацију за Best Metal Performance (Најбољу метал представу), за песму Never Ending Hill. Био је приморан да откаже турнеју по САД због великог бола у леђима који га је спречавао да наступа на сцени.
29. новембра 2010. године Кинг је одведен у болницу где су му открили неколико блокада на артерији. Установљено је да је имао неколико срчаних напада и да му је потребна трострука Бајпас операција. 11. децембра објављено је да је операција била успешна и да се Кинг налази на кућном лечењу. Због ових тегоба свако даље бављење музиком одложено је до непознатог датума.

## Сценски Наступ
На сцени, Кинг Дајмонд користи микрофон направљен од две укрштене бутне кости које тако формирају крст окренут наопако (што је његов заштитни знак). Такође још један његов заштитни знак на сцени је Melissa, комплетан људски скелет, којем Кинг пева. Током 1980. године овај скелет је украден на наступу у Холандији. На сценским наступима бенда се готово увек појављују сатанистички знакови. Басиста групе Кис, Џин Симонс га је једном оптужио да је Кингово шминкање превише слично његовом. Кинг је временом мењао дизајн шминке а најчешће наступа нашминкан црном и белом бојом преко целог лица, са по неколико наопаких крстова.

## Утицаји
Кинг Дајмонд наводи следеће музичаре и/или бендове који су утицали на њега: Дејвид Бајрон, Роберт Плант, Алис Купер, Ози Озборн и тд.

## Религија
Кинг Дајмонд је изјавио да не припада ни једној посебној религији, мада се у прошлости изјашњавао као сатаниста и изражавао како нема смисла припадати било којој вери зато што то наводи људе на убијају једни друге. Такође је изјавио да не може да схвати зашто је религија довела до толико зла међу људима кад је једноставно немогуће доказати присуство било којег бога, и да је достигао животну тачку у којој је у потпуности одустао да верује у било шта што има везе са религијом.

## Брачни статус
Кинг Дајмонд је ожењен мађарском певачицом Ливијом Зитом која је у функцији пратећег вокала присуствовала снимању два албума, The Puppet Master и Give Me Your Soul... Please, као и у сценским наступима. Она је такође његов пословни партнер, а тренутно раде на прикупљању старих снимака и објављивања DVD издања уживо, Мерсифул Фејт и Кинг Дајмонд. Такође му је помогла у снимању ремастер издања Кинг Дајмонд албума, The Spider's Lullabye, The Graveyard, Voodoo и House of God.